# Конечка кула
Конечката кула (на македонска литературна норма: Конечка кула) е средновековна отбранителна и жилищна кула в село Конче, Северна Македония.
Кулата е част от някогашния средновековен манастир, от който е запазена само църквата „Свети Стефан“. Разположена е в непосредствена близост до апсидата на храма и датира от времето на неговото изграждане - XIV век.
Кулата е с квадратна основа. Има вход в приземието и прозорец на първия етаж, което показва, че се е използвала като жилищна кула.